# MacBidouille
 (mai 2013).
MacBidouille est un site web francophone créé en 2001 qui traite de l'actualité des produits et de l'univers Apple, il s'est aussi spécialisé dans les bricolages (bidouilles) sur et autour du Mac.

## Histoire et présentation
L'idée en est apparue sur le coin d'une table du restaurant de l'un des membres (Alex) à la fin de l'année 2000 et la première nouvelle est apparue le 4 janvier 2001, avant même la date du lancement officiel du site, le 5 janvier 2001.
La popularité de MacBidouille fut rapidement acquise grâce à une « bidouille » de Lionel, l'un des membres de l'équipe du site, permettant de supprimer une limitation du premier iTunes et rendant possible l'utilisation des graveurs de CD autres que ceux des nouveaux Power Macintosh de l'époque,.
Apple a rapidement pris connaissance de ce nouveau site puisque dès le 12 janvier 2001, soit une semaine après l'apparition du site sur la toile, elle a demandé le retrait d'extensions permettant de modifier le tout nouveau logiciel iDVD 1. Depuis, la société a engagé plusieurs bras de fer avec le site, parfois soutenu par la presse spécialisée.
Il existe aussi une version anglophone du site, appelée HardMac, dont la traduction des nouvelles est assurée par une équipe de volontaires ; l’activité de Hardmac a cessé début 2013.

## Ligne éditoriale
Le cœur de la ligne éditoriale de MacBidouille est l’actualité autour de la firme Apple et de ses produits (Macintosh, iPhone, etc.), et plus généralement, les nouvelles technologies. Certaines publications sont reprises sur des sites spécialisés dans ce domaine, tels Next INpact, 01net.com,, Le Journal du Net ou Les Numériques,,. Certaines informations aptes à toucher un public plus large sont parfois reprises dans la presse généraliste, comme lors du Bendgate de l’iPhone 6,,, ou pour les actualités générales sur l’iPhone,, l’ouverture d’Apple Stores,,, ou les informations économiques,,.